# Pictacsa cruciformis
Pictacsa cruciformis is een insect uit de familie van de vlinderhaften (Ascalaphidae), die tot de orde netvleugeligen (Neuroptera) behoort. 
Pictacsa cruciformis is voor het eerst wetenschappelijk beschreven door New in 1984.